# Vértigo (película de 1936)
 Vértigo  es una película argentina en blanco y negro dirigida por Emilio Karstulovic y Napy Duclout (conocido también como Don Napy) sobre el guion escrito por ambos que se estrenó el 11 de marzo de 1936 y que tuvo como protagonistas a Emilia Harold y Jorge Soler.

## Sinopsis y comentario
Este filme era básicamente un documental sobre el Gran Premio Internacional automovilístico Virginio F. Grego corrido ese mismo año con llegada en Santiago de Chile, con cobertura que incluía vistas aéreas, al que se agregaba una leve subtrama romántica que luego del estreno fue suprimida por la productora rediciendo la extensión a 65 minutos.

La crónica del diario La Nación dijo:

”Tiene un aspecto de actualidad interesante, que abarca casi íntegramente su desarrollo: el relato gráfico y oral –demasiado oral- de la extraordinaria carrera internacional.

## Reparto
- Emilia Harold
- Delia Martínez
- Lucía Montalvo
- Venancio Muñoz
- Jorge Soler
- Juan Vítola